# Ex aequo
Ex aequo é uma expressão em latim que significa “com igual mérito”, “em igualdade de direitos”, “em situação de igualdade”. Também é comum a expressão ex aequo et bono (“segundo o justo e o bem” ou “de acordo com a equidade natural”).
A expressão é utilizada, por exemplo, quando dois elementos de uma classificação ou hierarquia se encontram na mesma posição (ex.: O primeiro lugar foi ocupado, ex aequo, pelo João e pela Maria).